# Маккрори, Патрик
Патрик Ллойд «Пэт» Маккрори (англ. Patrick Lloyd "Pat" McCrory; род. 17 октября 1956, Колумбус, Огайо) — американский политик, представляющий Республиканскую партию. Губернатор штата Северная Каролина с января 2013 по январь 2017 года. Ранее с 1995 по 2009 годы был мэром города Шарлотт, входил в Совет национальной безопасности при президенте Джордже Буше-младшем.
В 2016 году проиграл губернаторские выборы генеральному прокурору штата Рою Куперу с разницей в 0,2 % голосов и, таким образом, стал первым с 1850 года губернатором Северной Каролины, которому не удалось переизбраться на новый срок.